# Lea Fuldauer
Lea Fuldauer (ook Lia Fuldauer) (Amsterdam, 27 juli 1887 – São Paulo, 2 oktober 1971) was een Nederlands sopraan met een uitgebreide loopbaan in Duitsland en Brazilië. Ze beschouwde zichzelf als laatbloeier.

## Biografie
Louisa de Leeuw was dochter van Elisabeth de Leeuw wonende aan de Nieuwendijk, de vader is onbekend. Al in haar geboortejaar vertrekt ze naar Den Haag, haar moeder blijft nog in Amsterdam. Vanaf 4 juli 1918 had ze bij Koninklijk Besluit toestemming gekregen haar naam te wijzigen in Louisa Fuldauer. Voor haar Braziliaanse verblijfsvergunning gaf ze (Holandesa, Cantora) als ouders op Maurits Fuldauer en Aaltje /Adele Speijer. Ze ging woonde toen aan de Rua Martinico Prado 131 in São Paulo.  
Ze kreeg haar muziekopleiding van Marie Bol aan het Haags conservatorium. Ook Cornélie van Zanten van het Conservatorium van Amsterdam gaf haar les. Haar naam duikt in de Nederlandse pers in de jaren nul; ze is dan concertzangeres. Ze werd daarin als getalenteerd aangeduid. Ze had in 1910 een zeer zuiver, fijnvoelend muzikaal talent, dit naar aanleiding van een optreden in het Haagse Diligentia.  Een jaar later zong ze in het Scheveningse Kurhaus. Haar talent werd herhaald in een recensie van een uitvoering in oktober 1911, wanneer ze optrad in een programma met het Haarlems Muziekkorps onder leiding van Christiaan Pieter Willem Kriens (pracht-sopraan, mooie heldere zeer omvangrijke stem).
Haar stem ontwikkelde zich verder richting opera. Ze was verbonden aan De Nederlandsche Opera, Nationale Opera etc. maar zong ook nog steeds als concertzangeres, bijvoorbeeld in het lyrisch drama Madeleine van Sam Schuijer met het Kurhaus-Orkest, samengesteld uit leden van het Residentie Orkest. Ze wilde al in 1914 naar Duitsland; de Eerste Wereldoorlog maakte een eind aan die wens.
Ze verbond zich tussen 1923 en 1932 aan drie Duitse operagezelschappen: Berlin Grosse Volksoper van Leo Blech (1923-1925), Köningberg Stadttheater (1926-1928, zong daar Sophie in Der Rosenkavalier onder componist Richard Strauss) en Münster Stadttheater (1929-1932).   Alhoewel dus grotendeels in Duitsland werkend, trad ze af en toe ook in Nederland (bij de Co-Opera-tie) en Frankrijk (Grand Opera) op. In 1933 bevond ze zich weer in Nederland, dit keer in Amsterdam, maar geheel berooid, ze stond echter wel in de Kleine Zaal van het Concertgebouw. In 1938, vlak voor Tweede Wereldoorlog, hield ze op verzoek van Cultura Artistica een concertreis in Brazilië. De ontwikkelingen onder Nazi-Duitsland in Europa besloten haar er te blijven.
Ze zong er (ook in Montevideo en Buenos Aires), gaf er zangles onder de naam Donna Lia, maar was er ook drie jaar secretaresse bij de Nederlandse consul aldaar wonende in Rio de Janeiro en São Paulo. In 1962 is ze weer even terug, dan volslagen blind als gevolg van een verwaarloosde oogziekte in Brazilië, dat ze toen als tweede vaderland beschouwde.
Haar stem is bewaard gebleven in enkele plaatopnamen, met name in haar Berlijnse periode. In de periode 1930-1935 zong ze zeven keer in een in de Stadsschouwburg begeleid door het Koninklijk Concertgebouworkest met dirigenten Max von Schillings en Erich Kleiber in het kader van de Wagnervereniging.
In oktober 1971 werd haar Bericht van overlijden geplaatst in Het Parool en NRC Handelsblad. Ze overleed 2 oktober 1971 in São Paulo, aldus vrienden ("onze lieve oude vriendin") in Amsterdam (familie Polak).